# Kõrgelaid
Kõrgelaid – wyspa na Morzu Bałtyckim, u zachodnich wybrzeży Estonii.